# Open TDT
Open TDT es un proyecto funcional y tecnológico de código abierto para el desarrollo de servicios al ciudadano, asistencia social y ambiente asistido por parte de las Administraciones Locales mediante la integración de sistemas de información y tecnología TDT.
Open TDT es una plataforma escrita en Java compatible con especificaciones J2EE. Se ejecuta sobre JBoss y con soporte para base de datos MySQL.

## Proyecto: Plataforma de Interoperabilidad paraTDT
El desarrollo de Open TDT comenzó en 2007 a partir del Programa PROFIT del Ministerio de Industria, Turismo y Comercio (MITyC) consistente en dos líneas de desarrollo: el desarrollo de un framework Open Source y un conjunto de experiencias piloto de servicios al ciudadano basadas en TDT que permitieran crear una comunidad de administraciones locales y empresas que compartieran experiencias así como un framework para el desarrollo de la infraestructura tecnológica necesaria para realizar atención a pacientes crónicos mediante TDT.

## Características Técnicas
La plataforma Open TDT está diseñada para abstraerse de los diferentes Sistemas de Información con los que se puede integrar y ofrecer dichos servicios mediante TDT. Sigue el modelo-vista-controlador que permite reutilizar los servicios desarrollados para integrar diferentes sistemas de informacióń que realizan el mismo servicios público en diferentes administraciones. Contiene un gestor de servicios que permite publicar los servicios web desarrollados para que sean invocados desde cualquier aplicación interactiva.
El uso de estándares facilita el manejo de la plataforma para el desarrollo tanto de portales para TDT, como de aplicaciones interactivas multiplataforma, aprovechando los diferentes estándares DVB disponibles.
La plataforma Open TDT se basa en componentes de Código abierto. Los servicios están desarrollados en J2EE, basando las comunicaciones en protocolo HTTP sobre SSL con intercambio de datos XML. Los principales componentes y características técnicas son:
- Java Developmet Kit: Máquina virtual de Java sobre la que se ejecutan los desarrollos realizados.
- OpenCms: Gestor de contenidos multimedia de la plataforma. Se emplea tanto para el desarrollo de nuevos contenidos como para la extracción de contenidos de otras plataformas web que se desean publicar mediante TDT.
- Servidor de aplicaciones JBoss.
- MySQL: Base de datos para el almacenamiento de las aplicaciones de cada uno de los servicios desarrollados. El servidor de base de datos puede ser cualquiera al que se pueda acceder mediante JDBC.
- Estándar MHP
- Arquitectura Orientada a Servicios (SOA)
- Bus de Servicios Web (SOAP)
- Sindicación de contenidos mediante RSS 2.0

La plataforma Open TDT está desarrollada y certificada sobre unas versiones concretas de los componentes, aunque no son un requisito para su funcionamiento.
Open TDT integra funcionalmente:
- Gestor de contenidos: portales TDT
- Gestor de interoperabilidad con sistemas de información
- Gestor de emisión
- Directorio de servicios web
- Integración con sistemas de información municipal y gestión de expedientes
- Integración con portales mediante sindicación de contenidos RSS 2.0
- Plugin de conexión a carpeta ciudadana
- Puglin de conexión a sistema de gestión de espacios
- Integración con sistemas de correo
- Autenticación de usuarios mediante smartcard. Preparada para el uso de DNI electrónico y certificados digitales
- Auditoría de la actividad de los diferentes servicios web de la plataforma